# Corps Franconia Jena
Das Corps Franconia-Jena zu Regensburg ist eine pflichtschlagende und farbentragende Studentenverbindung im Kösener SC-Verband. Es vereint Studenten und Alumni der Universität Regensburg, der Friedrich-Schiller-Universität Jena und der Johann Wolfgang Goethe-Universität Frankfurt am Main. Die Corpsmitglieder werden Jenenser Franken oder wie von alters her Jenschfranken genannt.

## Couleur und Wahlspruch

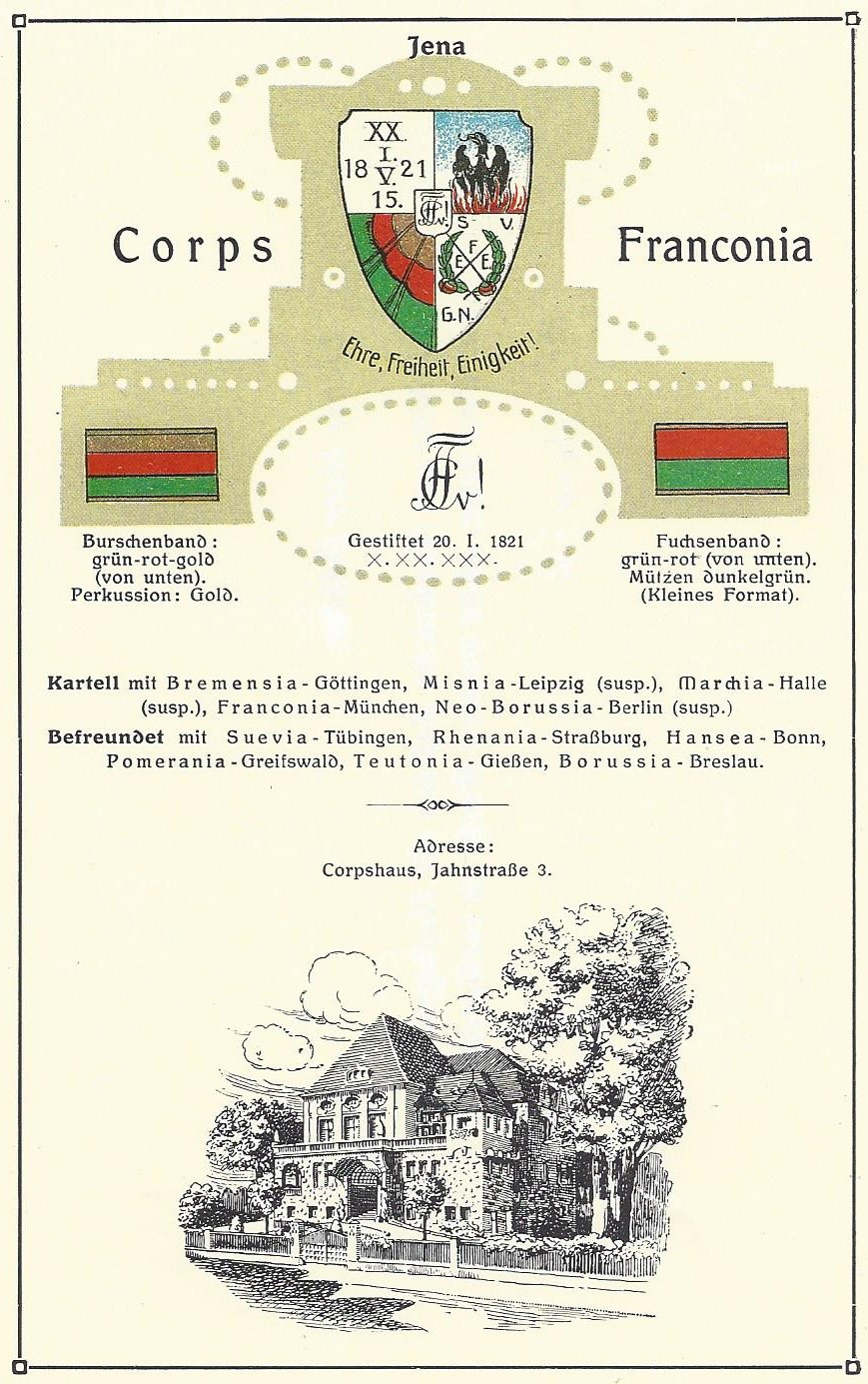
Franconia Jena

Franconia-Jena hat die Farben grün-rot-gold (von unten) mit goldener Perkussion im Band. Dazu wird eine grüne Studentenmütze getragen. Die Renoncen der Jenenser Franken tragen ein Fuchsband in grün-rot (v. u.) ebenfalls mit goldener Perkussion.

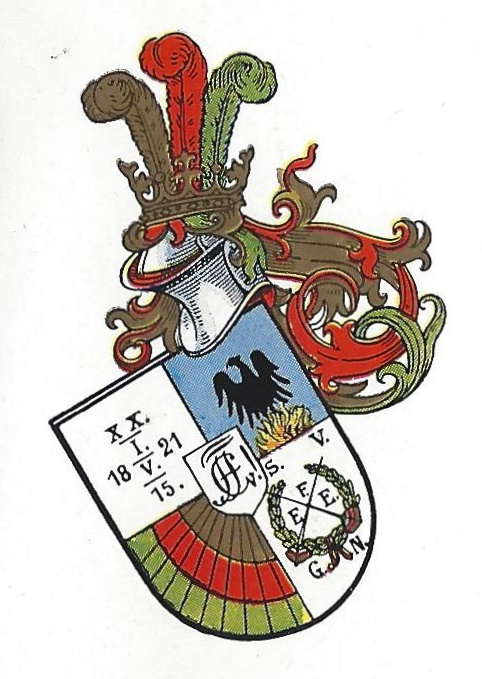
Altes Wappen des Corps Franconia Jena

Der Wahlspruch lautet Ehre, Freiheit, Einigkeit! Der Wappenspruch ist Gladius sit vindex noster!

## Geschichte

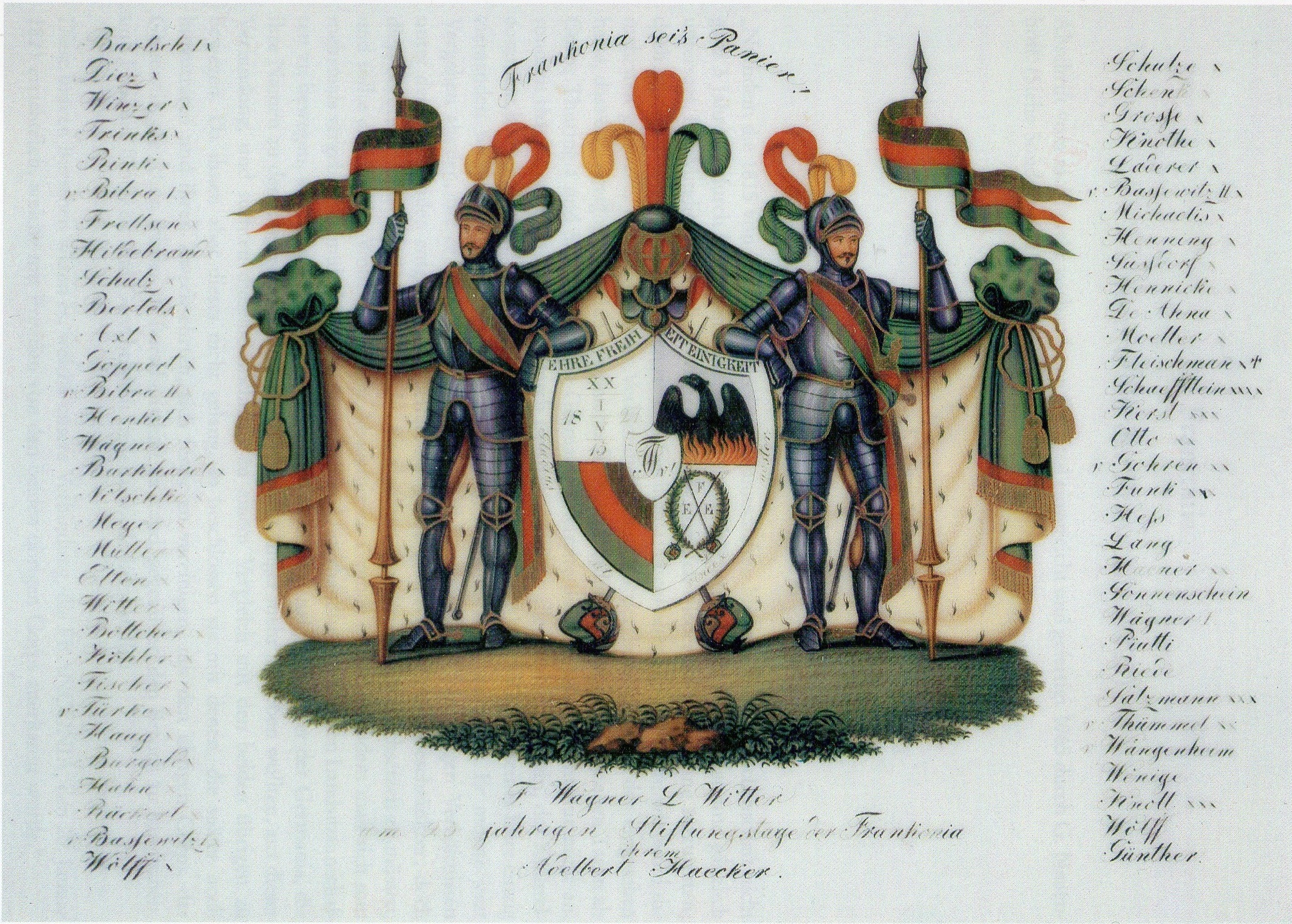
Franconias Ritterwappen (1844)

### Vorgeschichte
Bereits von 1800 bis 1815 hat es in Jena eine Franconia mit den Farben grün-rot-gold gegeben. Damals wurden die Corps an den meisten Universitäten noch Landsmannschaft genannt. Diese Franconia bildete mit der Vandalia, der Thuringia, der Saxonia und der Curonia einen Senioren-Convent, der das Gemeinschaftsleben der Studenten an der Universität im SC-Comment regelte. Im Rahmen der nationalen Begeisterung der aus den Freiheitskriegen zurückgekehrten Studenten entstand in Jena die Idee, die landsmannschaftlichen Zusammenschlüsse an der Universität und damit den SC aufzulösen und eine Gemeinschaft aller Studenten, die damals Burschen genannt wurden, zu gründen. Die erste Franconia in Jena gehörte somit zu den Gründungsverbindungen der Urburschenschaft, deren Idee sich in ganz Deutschland und darüber hinaus ausbreiten sollte.
Die Urburschenschaft existierte von 1815 bis 1819 und umfasste in dieser Zeit rund 60 Prozent aller in diesen Jahren in Jena immatrikulierten Studenten. Diese Gemeinschaft zerbrach jedoch bald – auch unter dem Druck der Demagogenverfolgung im Rahmen der Karlsbader Beschlüsse. In den folgenden Jahren hatte sich in Jena einerseits auch die burschenschaftliche Bewegung zersplittert; andererseits wurden auch die alten landsmannschaftlichen Zusammenschlüsse – jetzt unter dem später allgemein üblichen Namen „Corps“ – wiedergegründet.

### Entstehung und Entwicklung des Corps

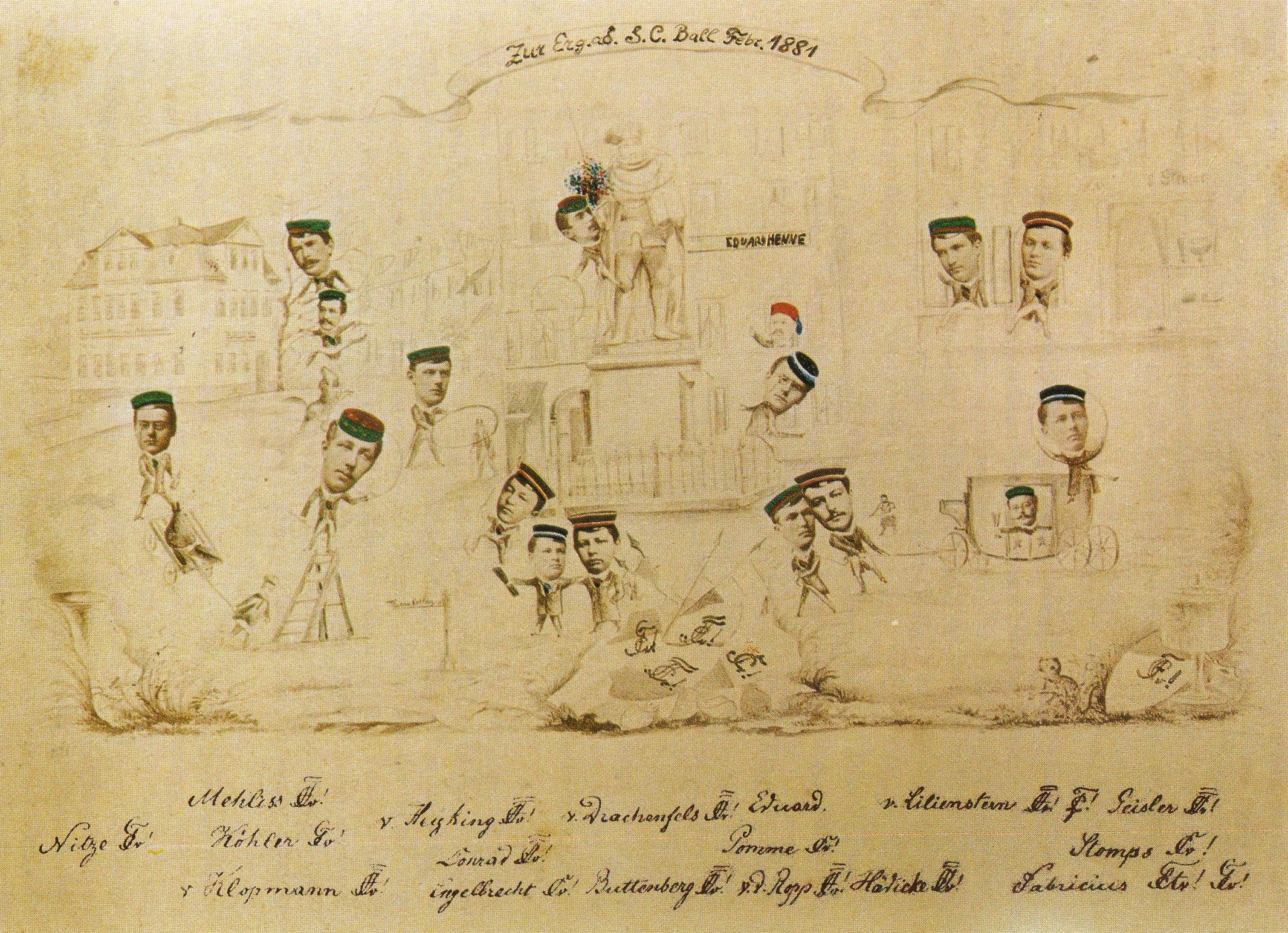
Jenaer SC-Ball (1881)

Eine der verschiedenen Burschenschaften, die sich nach der Auflösung der Urburschenschaft gegründet hatten, war die Burschenschaft Germania. Aus ihr traten bald 21 Studenten aus und stifteten am 20. Januar 1821 das Corps Franconia, wobei sie an die alte Tradition der Franconia in Jena anknüpften.
Als Wahlspruch wählten die Stifter des Corps „Ehre-Freiheit-Einigkeit“, eine Abwandlung des burschenschaftlichen Wahlspruches „Ehre-Freiheit-Vaterland“. Als Farben wählten sie „Grün-Rot-Gold“ (in Jena werden die Farben von unten gelesen). Grün-Rot waren die Uniformen der Husaren-Feldgarde vom Hochstift Würzburg und galten in jener Zeit als Landesfarben Frankens. Durch das Gold wurden die Farben dem Zeitgeschmack entsprechend zur Trikolore ergänzt. Die Übernahme der Farbe Gold in die Couleurfarben erinnert ebenfalls an die Farben der Burschenschaft Schwarz-Rot-Gold, die später zur deutschen Nationalflagge wurden. Die Stifter knüpften damit vor allem jedoch ganz bewusst an die Tradition der alten Franconia aus Jena an, indem sie deren Farben übernahmen. Auch der Wappenspruch „Gladius sit vindex noster“ stammt von der alten Franconia.
Das ursprüngliche landsmannschaftliche Prinzip, nur Studenten aus fränkischen Herkunftsgebieten aufzunehmen, existierte zu diesem Zeitpunkt bereits nicht mehr. Gemäß der corpsstudentischen Idee, die auf dem Deutschen Idealismus beruht, wurde mehr Augenmerk auf Charakter und Persönlichkeit gelegt. Bis heute steht das Corps allen männlichen Studenten gleich welcher regionalen Herkunft, Nationalität, Hautfarbe, Religion oder politischen Ausrichtung offen.
Schon im März 1821 war Franconia mit ihrem Stifter und ersten Senior Otto Erhard Ludwig Bartsch am Zusammenschluss der Senioren-Convente zu Halle, Leipzig und Jena zu einem Allgemeinen Senioren-Convent beteiligt. Mit der Hallenser Marchia II soll Franconia Jena das älteste Corpskartell begründet haben. Das 1823 geschlossene und zuletzt älteste Kösener Kartell mit Bremensia war mit Franconia München ab 1858 der Kern des grünen Kreises. Seine Bezeichnung ergab sich wohl daraus, dass die ersten Corps dieses Kreises Grün in ihrer Couleur hatten und viele Mitglieder aus dem landbesitzenden und jagenden Adel stammten.
Nach Unruhen und Ausschreitungen unter den Studenten erließ die sachsen-weimarische Regierung im April 1835 verschärfte Disziplinarbestimmungen für die Universität Jena. Angesichts der zunehmenden Verfolgung löste sich Franconia am 15. Dezember 1835 förmlich auf. Ihre Mitglieder hielten die Beziehungen untereinander jedoch auf den teilweise im sachsen-meiningischen Ausland gelegenen Bierdörfern aufrecht und setzten das Corpsleben dort fort.

### Gründung des KSCV
Im Jahr 1848 hörte die staatliche Verfolgung der Corps als Geheimbünde weitgehend auf. In Folge gründete sich der Kösener Senioren-Convents-Verband (KSCV), dessen Aufgabe es ist, die Verbindungen zwischen den Corps an den verschiedenen Universitätsstädten in Deutschland und Österreich aufrechtzuerhalten und die alle Corps angehenden Verhältnisse zu regeln. Dazu tagt der Kösener Congress jedes Jahr in Bad Kösen, Sachsen-Anhalt. Wie alle Jenenser Corps ist Franconia Gründungsmitglied des Kösener Senioren-Convents-Verbands (KSCV). Für den SC zu Jena stellte Franconia 1873 den Vorsitzenden des oKC.
1935 wurde unter der Herrschaft der Nationalsozialisten der KSCV und das Corps Franconia aufgelöst. Bis dahin galten gerade auch die grünen Corps als recht elitäre „Feudalcorps“ und waren damit neben Juden und Freimaurern als weiteres Feindbild für die Nationalsozialisten auf dem Weg zur gleichgeschalteten – „endlich ständefreien“ – Volksgemeinschaft prädestiniert.

### Nachkriegszeit
Am 21. Januar 1950 wurde das Corps in Frankfurt am Main wiedergegründet, was in Jena zu Zeiten der ebenfalls egalitären Deutschen Demokratischen Republik nicht möglich war. 1951 rekonstituierte sich der KSCV in Bad Godesberg, um dann regelmäßig in Würzburg zu tagen. 1967 verlegte das Corps Franconia seinen Sitz nach Regensburg und kaufte das Anwesen in der Ludwig-Eckert-Straße 4.
Seit der Deutschen Wiedervereinigung findet der Kösener Congress wieder in Bad Kösen statt. Zwei Corps aus Jena haben seither in ihre alte Universitätsstadt zurückverlegt. Trotzdem beschloss im Jahre 1991 die Versammlung aller Mitglieder der Franconia Jena (Grosser Feierlicher Corpsburschenconvent), vorerst nicht nach Jena zurückzukehren.

## SC zu Regensburg
Als die Universität Regensburg eröffnet wurde und das Corps nach Regensburg verlegte, wurde im Wintersemester 1967/68 der SC zu Regensburg begründet. Zu Beginn des Jahres 1968 trat er dem KSCV bei. Er ist seither ein selbständiger SC mit eigenem Comment. Der SC zu Regensburg hatte seit 1968 zweimal den Vorort inne. Partien finden überwiegend im Münchner Senioren-Convent statt, in Einzelfällen auch in Regensburg und Passau.

## Corpshaus

Kneipe auf dem Corpshaus Knebelstraße 3 (1911)

Das beim Volkspark Oberaue gelegene Corpshaus wurde im Oktober 1911 aus Anlass des 90. Stiftungsfestes eingeweiht. Es wird heute als Villa am Paradies als Hotel und Veranstaltungszentrum genutzt. Zuvor hatte das Corps im Jahr 1890 ein Anwesen in der Jahnstraße in Jena als Provisorium bezogen.
Seit der Verlegung nach Regensburg ist das Gebäude in der Ludwig-Eckert-Straße 4 in Regensburg das Corpshaus.

## Bierstaat zu Henneberg-Wöllnitz

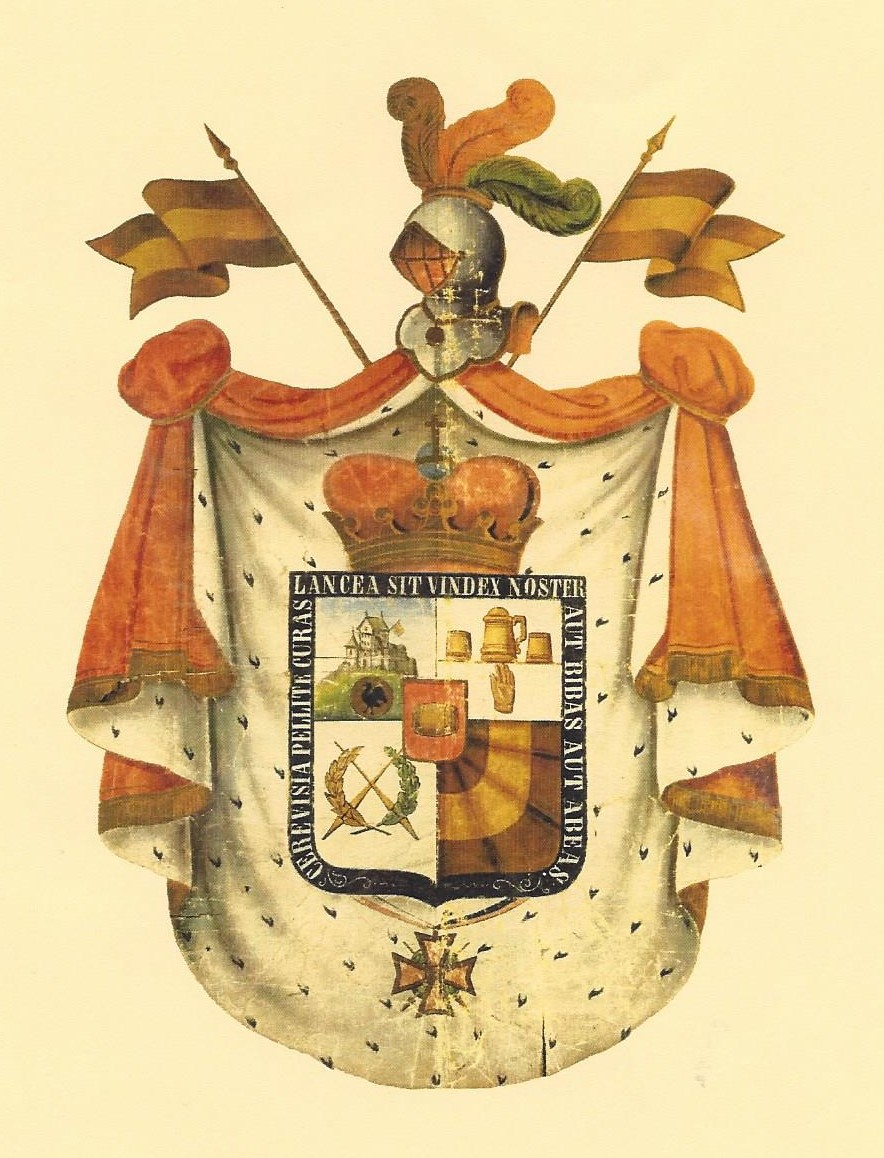
Hofstaat zu Henneberg-Wöllnitz

Das Corps Franconia Jena feiert seit dem 3. März 1822 den Hoftag, der mit einem Umzug durch Jena begangen wurde. Mitglied des Bierstaates konnte jeder ehrenhafte Mann werden. Einige Bauern aus Wöllnitz waren hochangesehene Ritter. Der Herrscher des Bierstaates zu Henneberg-Wöllnitz heißt „Popp“. Er ist unbeschränkter Herrscher über den Biercomment und entscheidet bei einem Biergericht über die rechte Auslegung des sich ständig verändernden Biercomments. Otto von Bismarck besuchte als Student von Göttingen aus 1833 Jena und den Bierstaat zu Henneberg-Wollnitz. Arthur Barth berichtet über Franconias Hoftage zu seinen Jenaer Zeiten. Das Amtsblatt des Bierstaates des gefürsteten Grafen von Henneberg-Wöllnitz wird vom Corps Franconia-Jena als Traditionsträger herausgegeben. Redakteure sind (ap) Anus Praeter [K. Hahnenbruch Franconiae-Jena], (ds) Der Schalk [M. Leuthel, Poet des Gästebuchs], (fhe) Friedrich Herschel um die Ecke [S. Sigler Masoviae] und (lz) Ledernase zu Zebrastreifen [S. Stender Franconiae-Jena]. Chefredakteur ist (sbt) Sitting Bull zu Texas [M. Wilson-Zwilling Franconiae München, Franconiae-Jena zu Regensburg]

„Den Popp zu erfreuen, die Hohe Kirche gnädig zu stimmen, den Hofmarschall zu lediglich milder Züchtigung zu bewegen, den Truchseß zu amüsieren und der Ritter Gemüt zu erhellen – das ist höchstes und oberstes Ziel dessen, der erwählt wird, sich bei Tische zu erheben.“

## Mitglieder
In alphabetischer Reihenfolge

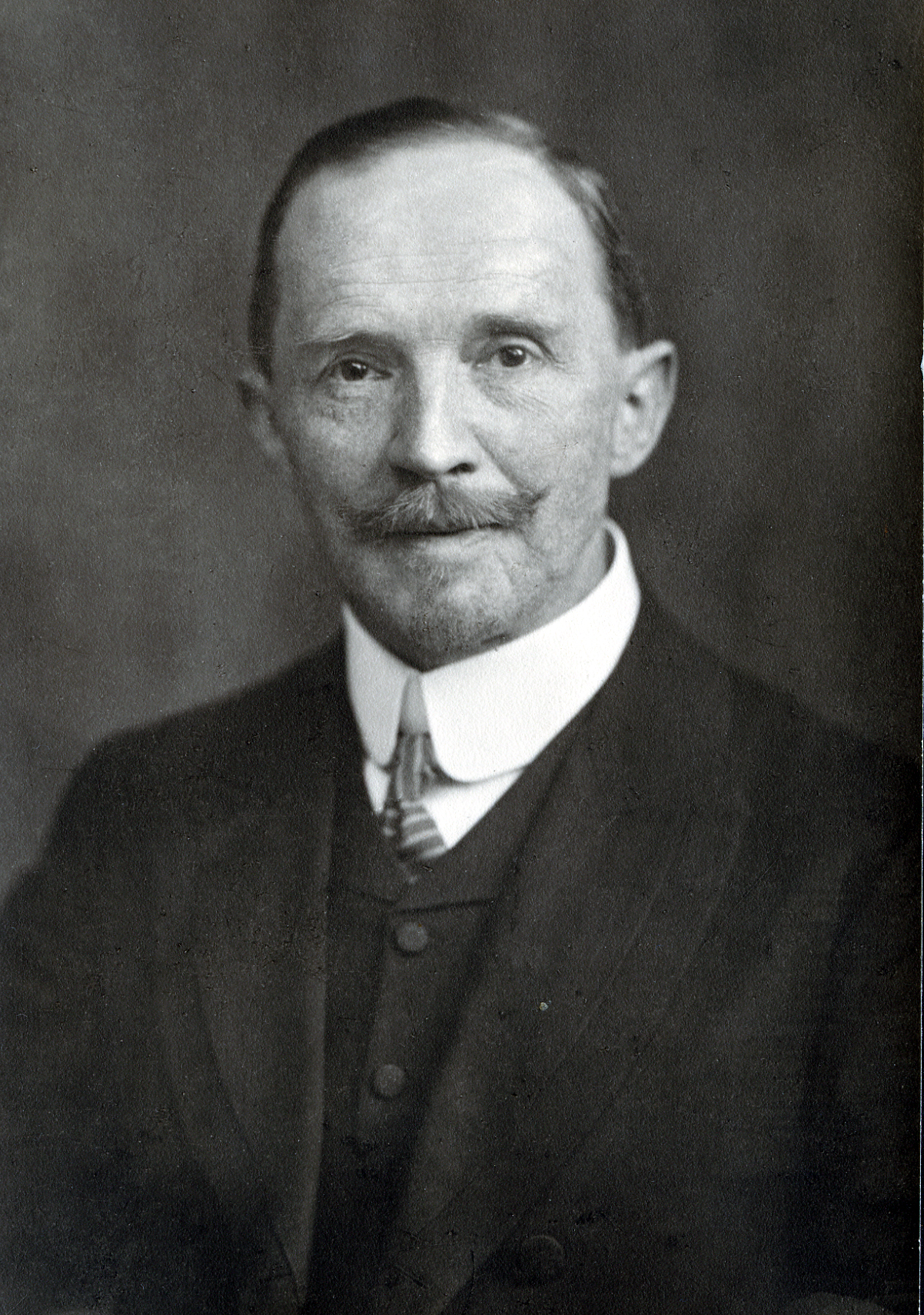
Arthur Barth

- Robert Albert (1869–1952), Forstwissenschaftler
- Heinrich Antoine-Feill (1855–1922), Rechtsanwalt und Mäzen in Hamburg
- Arthur Barth (1858–1927), Chirurg und Hochschullehrer in Danzig; Ehrenmitglied des Corps
- Max Barth (1844–1893), Rittergutsbesitzer, Landrat in Naumburg, Generaldirektor der Provinzial-Feuersozietät der Provinz Sachsen, MdHdA
- Max Blunck (1887–1957), Rechtsanwalt
- Ernst von Bothmer (1841–1906), Diplomat
- Otto Ehrenfried Ehlers (1855–1895), Forschungsreisender
- Ashbel P. Fitch (1848–1904), US-amerikanischer Jurist und Politiker
- Günther Flindt (1910–1997), Ministerialbeamter, Staatssekretär in Niedersachsen
- Georg von der Gabelentz (1840–1893), Orientalist und Sinologe, Professor in Berlin
- Friedrich Gärtner (1882–1970), Ministerialbeamter in der Arbeitsverwaltung
- Hans Gärtner (1881–1972), Verwaltungsjurist
- Claus-Dieter Heidecke (* 1954), Chirurg in Greifswald
- Adolf Hemberger (1929–1992), Professor für Methodologie und Wissenschaftstheorien
- Hermann Freiherr von Hodenberg (um 1866–1909), Landrat in Ostrowo
- Franz Hoffmann (1889–1971), Landrat in Ostpreußen
- Julius Hoffmann (1806–1866), Rittergutsbesitzer, Landrat des Landkreises Oppeln
- August Jäger (1808–1848), Schriftsteller, Chronist des deutschen Corpslebens
- Gottlieb Jäger (1805–1891), Schweizer Politiker und Jurist, Präsident des Schweizer Nationalrats
- Friedrich Kleim (1889–1945), Bürgermeister von Soest, Oberbürgermeister von Herford
- Eduard Krell (1805–1879), Oberbürgermeister von Meiningen
- Eduard Kulenkamp (1864–1915), Richter in Lübeck
- Joachim-Friedrich Langlet (1906–1979), Hochschullehrer für Tierzucht und Tierhaltung
- Hans Lindenhayn (1878–1970), Rittergutsbesitzer und Industrieller
- Rolf Linnenkamp (1925–2003), Kunsthistoriker
- Peter Matthiessen (1907–1995), Landrat, MdL
- Wilhelm Mauer (um 1865–1942), Landrat in Saalfeld, Herzogtum Sachsen-Meiningen, Syndikus
- Leopold von Münchow (1884–1945), Kavallerie- und Heeresoffizier, Gründer und Reichsführer des Jungsturms, Ehrenmitglied des Corps
- Rolf Nonnenmacher (* 1954), Sprecher des Vorstands der KPMG
- Gustav Oßwald (1836–1914), Oberbürgermeister von Altenburg
- Christian Heinrich Plaß (1812–1878), Mitglied der Frankfurter Nationalversammlung
- Karl Rabe von Pappenheim (1847–1918), Rittergutsbesitzer, Vorsitzender des Provinziallandtags von Hessen-Nassau und des Kurhessischen Kommunallandtags, MdHdA
- Gustav Rubner (1810–1882), deutscher Arzt und Politiker
- Ernst I. Herzog von Sachsen-Altenburg (1826–1908), Herzog von Sachsen-Altenburg
- Ernst II. Herzog von Sachsen-Altenburg (1871–1955), Herzog von Sachsen-Altenburg
- Ernst Sachsenberg (um 1865–1929), Kreisdirektor in Dessau
- Adolf Schaubach (1800–1850), Alpenforscher
- Julius Schuster (1817–1863), Oberbürgermeister von Ulm
- Hans Schween (1813–1869), Lehrer, Mitglied des Oldenburgischen Landtags
- Konrad Seige (1921–2017), Internist und Hochschullehrer in Halle
- Franz Soetbeer (1870–1943), Internist in Gießen und Bad Nauheim
- Hans von Thümmel (1824–1895), Jurist und Politiker im Königreich Sachsen
- Arnulf Thiede (* 1942), Chirurg, Emeritus in Würzburg
- Walter Tölke (1883–1966), Richter am Reichsgericht und am Oberlandesgericht Gera
- Friedrich Trinks (1844–1930), Staatsminister im Herzogtum Sachsen-Meiningen
- Maximilian von Voß (1849–1911), Verwaltungsjurist, MdHdA; Ehrenmitglied des Corps
- Friedrich Wilhelm Wachsmuth (1797–1859), deutscher Mediziner und Politiker, Abgeordneter im außerordentlichen Landtag Schwarzburg-Rudolstadt, Stifter des Corps
- Philipp Wagner (1829–1906), Mediziner und Präsident des Allgemeinen Deutschen Bäderverbandes
- Konstantin von Wangenheim (1824–1892), Landrat und Geheimer Regierungsrat im Herzogtum Sachsen-Coburg und Gotha
- Kurt Waschow (1881–1956), Bundesrichter
- Rudolph von Wechmar (1800–1861), Staatsminister in Sachsen-Meiningen, Stifter des Corps
- Heinrich von Werthern (1838–1879), Herr auf Schloss Beichlingen, Landrat des Kreises Eckartsberga
- Kurt Wille (1894–1945), Ministerialbeamter
- Heinrich Winter (um 1833–1898), Landrat in Waltershausen, Herzogtum Sachsen-Coburg und Gotha
- Albrecht Wodtke (1901–1983), Ministerialbeamter in Bonn
- Joachim Wüstenberg (1908–1993), Hygieniker in Gelsenkirchen